# Хольст, Оскар
Оскар Хольст (норв. Oskar Holst; 1 декабря 1892, Стрюкен близ Хокксунна — 28 ноября 1968) — норвежский скрипач и дирижёр. Брат спортсмена-лыжника Кнута Хольста.
Несмотря на то, что отец Хольста перебивался случайными заработками, в семье была скрипка, одна на всех. Семилетний Оскар начал играть на ней втайне от отца, опасавшегося, что слишком маленький ребёнок испортит инструмент, однако затем, поверив в одарённость мальчика, его отправили учиться к городскому скрипачу. Хольст играл в кафе, затем в кинотеатрах, а потом отправился в Христианию, где ему оказали поддержку Юхан Хальворсен и Ингебрет Холанн. В 1909 году он впервые выступил с концертом в родном городе, в 1914 году дебютировал в столице. Затем Хольст совершенствовал своё мастерство в Берлине под руководством Карла Флеша.
Вернувшись в Норвегию, Хольст поступил в Филармонический оркестр Осло при его основании в 1919 году и на протяжении 42 лет играл в его составе, в том числе долгие годы в качестве концертмейстера. Одновременно он выступал как ансамблист, играя вторую скрипку в квартете Арве Арвесена и в квартете Филармонического общества (первая скрипка — Робер Соэтан). Как дирижёр руководил оркестрами в Саннефьорде и Сарпсборге, преподавал (среди его учеников Лейф Йоргенсен).